# Bagilaghatta, Arsikere
Bagilaghatta là một làng thuộc tehsil Arsikere, huyện Hassan, bang Karnataka, Ấn Độ.